# 函館市縄文文化交流センター
函館市縄文文化交流センター（はこだてしじょうもんぶんかこうりゅうせんたー、英語: Hakodate Jomon Culture Center）は、2011年（平成23年）10月1日に開館した歴史博物館で、愛称は茅空(かっくう)センターである。

## 沿革
2011年（平成23年）10月1日に開館

## 概要
北海道初の国宝中空土偶を常設展示し、道の駅縄文ロマン 南かやべを併設している。縄文時代の遺跡からの出土品約1,200点を展示している。国の史跡に指定されている垣ノ島遺跡や大船遺跡の隣接地にあり、この史跡の整備及び公開・管理する役割を担うとともに、従来の展示物主体の博物館の機能だけではなく、来館者に参加し体験してもらう参加体験型博物館としても設置運営されており、常時体験学習を実施している。

## 主な収蔵品

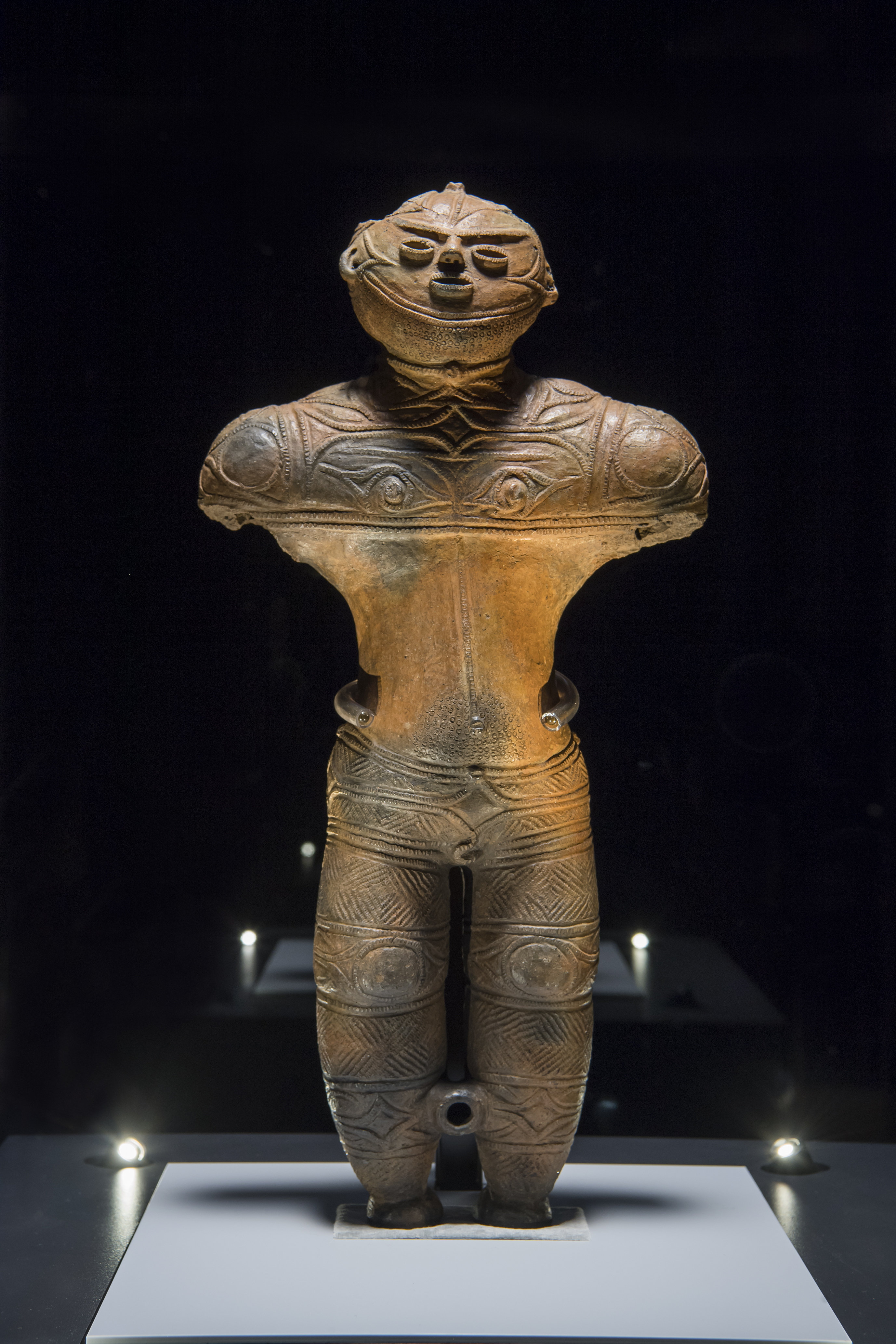
国宝に指定されている中空土偶「茅空」

### 国宝
- 土偶 - 著保内野遺跡出土[4][5]

### 重要文化財（国指定）
- 北海道豊原4遺跡土坑出土品（足形・手形付土製品5点、深鉢形土器1点、石器64点）[6][7]

### 函館市指定有形文化財
- 赤彩土器 - 臼尻Ｃ遺跡出土[8]

## 土偶ッキー
2013年3月に土偶ッキー（どぐっきー）発売された。
2019年9月に函館圏優良土産品推奨会で最高賞を受賞された。
製造元:社会福祉法人かいせい(かいせい東川)製造している。

## 建築概要
- 建築名称 - 函館市縄文文化交流センター
- 建築主 - 函館市
- 設計者 - アトリエブンク
- 施工 - 小泉建設・明匠建工・茂泉建設・平谷建設共同体
- 規模 - 地上2階
- 延床面積 - 1,733.43m2
- 竣工 - 2011年（平成23年）10月
- 構造 - RC造
- 所在地 - 〒041-0851 北海道函館市臼尻町551-1
- 受賞歴 - 2016年第15回公共建築賞優秀賞（一般社団法人公共建築協会会長表彰）[9]

## 館内施設
- 1階：展示室２、展示室３、展示室４(国宝展示)
- 2階：展示室１、体験学習室、ミュージアムショップ、道の駅「縄文ロマン南かやべ」

## 館長
- 田中哲郎（2016年4月～2018年3月）

## 利用案内
- 観覧時間：4月～10月 9:00-17:00、11月～3月 9:00-16:30
- 休館日：毎週月曜日（祝日・振替休日の場合は直後の平日）、年末年始（12月29日〜1月3日）
- 観覧料：一般300円（団体割引240円）、学生・生徒・児童150円（同120円）、未就学児は無料
  - 函館市内在住の65歳以上は半額、障害者は無料、団体割引は20名以上
  - 函館市内在住または函館市内の学校に通う小中学生は無料

## 交通アクセス
- 自家用車：函館空港から約40分、JR函館駅から約60分
- バス：JR函館駅から約90分